# DaDa (Album)
DaDa ist das achte Soloalbum und das 15. Studioalbum des Musikers Alice Cooper. Es erschien am 28. September 1983. Sein Name ist Reminiszenz an die gleichnamige Kunstrichtung.

## Hintergrund
DaDa ist das dritte und letzte der sogenannten Blackout-Alben Coopers. Seine Alkohol- und Kokainsucht war so fortgeschritten, dass er sich an den Produktionsprozess bis heute nicht erinnern kann. Zudem konsumierte er während der Aufnahmepausen Crack.
Das Albumcover ist eine Reminiszenz an Salvador Dalís Werk Sklavenmarkt mit der verschwindenden Büste Voltaires. Cooper war mit dem Künstler eng befreundet.
DaDa war Coopers letztes Album für Warner. Er unterbrach seine Karriere für drei Jahre, um sich in Suchttherapie zu begeben. Mit Constrictor sollte ihm 1986 ein Comeback gelingen.

## Singleauskopplungen
Im November 1983 erschien mit I Love America die einzige Singleauskopplung des Albums. Diese konnte sich nicht in den Charts platzieren.

## Titelliste
Alice Cooper, Bob Ezrin und Dick Wagner mit Songwritingbeteiligungen an allen Songs. Weitere wie aufgeführt.
| Nr. | Titel             | Autor(en)   | Länge |
| --- | ----------------- | ----------- | ----- |
| 1.  | DaDa              |             | 4:45  |
| 2.  | Enough's Enough   | Graham Shaw | 4:19  |
| 3.  | Former Lee Warmer |             | 4:07  |
| 4.  | No Man’s Land     |             | 3:51  |
| 5.  | Dyslexia          | Graham Shaw | 4:25  |

| Nr. | Titel               | Autor(en)   | Länge |
| --- | ------------------- | ----------- | ----- |
| 6.  | Scarlet and Sheba   |             | 5:18  |
| 7.  | I Love America      | Graham Shaw | 3:50  |
| 8.  | Fresh Blood         |             | 5:54  |
| 9.  | Pass the Gun Around |             | 5:46  |

## Besetzung
- Alice Cooper – Gesang
- Dick Wagner – Gitarre, Bass, Begleitgesang
- Prakash John – Bass auf „Fresh Blood“
- Richard Kolinka – Schlagzeug

sowie
- Graham Shaw – Synthesizer, Begleitgesang
- Bob Ezrin – Synthesizer, Keyboard, Schlagzeug, Perkussion
- John Anderson – Schlagzeug
- Karen Hendricks – Begleitgesang
- Lisa Dal Bello – Begleitgesang

## Rezeption

### Rezensionen
Metal.de  urteilte, DaDa nehme einen besonderen Platz in Coopers Karriere ein. Das Konzeptalbum, das als Vater-Sohn-Geschichte interpretiert werden kann, sei zwar wirr, jedoch mittlerweile zum „Kultalbum“ geworden.

### Charts und Chartplatzierungen
| ChartsChartplatzierungen     | Höchstplatzierung | Wochen |
| ---------------------------- | ----------------- | ------ |
| Vereinigtes Königreich (OCC) | 93 (1 Wo.)        | 1      |